# Asche (Hardegsen)
Pour les articles homonymes, voir Asche.
 (juin 2021).
Asche est un quartier de la commune allemande de Hardegsen, dans l'arrondissement de Northeim, Land de Basse-Saxe.

## Géographie
Asche se situe au sud de Hardegsen sur le versant sud du Gladeberg entre la montagne voisine de Bramburg à l'ouest et la vallée de la Leine à l'est. À la limite sud de la zone bâtie se trouve l'Escheberg dont le sommet est à 285,6 m d'altitude.
Au nord du village sur leGladeberg, il y a une zone forestière avec de vastes occurrences de nivéole de printemps et une population d'orchidées désignée comme monument naturel. Sur les pentes du Gladeberg se trouvent également des points de vue avec une vue lointaine sur le Brocken et la Gaußturm.

## Histoire
Asche est mentionné pour la première fois en 1055 comme Asca dans l'acte de fondation de la collégiale Saint-Pierre de Nörten. Le nom est dérivé du mot vieux saxon pour le frêne élevé. Un siècle plus tard, les comtes de Northeim et les seigneurs de Katlenburg peuvent être identifiés comme des propriétaires terriens. Siegfried IV de Boyneburg lègue deux Hufen de terres à l'abbaye Saint-Blaise de Northeim en 1141. Un annuaire de 1609 atteste que la famille noble von Hardenberg possède des biens dans le village en tant que fiefs. Alors que le village d'Asche, qui ne compte que 13 foyers en 1784, appartient au Amt d'Hardegsen, le village voisin de Fehrlingsen à l'est est affecté à la juridiction d'Adelebsen. L'ancienne route militaire de Göttingen à Uslar traverse les deux villages. Au milieu du XIXe siècle, Asche ne possède que douze maisons et fait partie de la paroisse d'Ellierode.
Par ordre du président de la province de Hanovre, l'actuelle Asche est formée le 1er avril 1937 à partir des communes précédemment indépendantes de Fehrlingsen et d'Asche. Cette union est symbolisée par les deux diamants du blason d'Asche d'aujourd'hui. Le 1er mars 1974, Asche est incorporée à la ville de Hardegsen.
En 2015, l'association d'histoire Asche/Fehrlingsen réalise une fouille sur les fondations d'une église dans la forêt. Le bâtiment de l'église fait partie d'un village médiéval déserté sur le Kirchberg à environ 800 m au sud de Fehrlingsen. Le nom du village n'est pas encore connu avec certitude. Une identité avec "Jürgensborg" précédemment supposée pour un emplacement voisin n'a pas encore été prouvée. Les fouilles sont reprises en 2016.
Asche est un village bioénergétique avec une usine de biogaz et son propre réseau de chauffage local depuis 2012.

## Source, notes et références
- (de) Cet article est partiellement ou en totalité issu de l’article de Wikipédia en allemand intitulé « Asche (Hardegsen) » (voir la liste des auteurs).

1. ↑  (de) Statistisches Bundesamt, Historisches Gemeindeverzeichnis für die Bundesrepublik Deutschland. Namens-, Grenz- und Schlüsselnummernänderungen bei Gemeinden, Kreisen und Regierungsbezirken vom 27.5.1970 bis 31.12.1982, 1983 (ISBN 3-17-003263-1)
2. ↑  (de) « Gotteshaus war prächtig ausgestattet », sur Hessische/Niedersächsische Allgemeine, 2017 (consulté le 25 juin 2021)
3. ↑  (de) Britta Eichner-Ramm, « Wie geht es weiter mit der Bioenergie? », sur Göttinger Tageblatt, 2019 (consulté le 25 juin 2021)